# Hyphodontiella hauerslevii
Hyphodontiella hauerslevii är en svampart som beskrevs av K.H. Larss. & Hjortstam 1995. Hyphodontiella hauerslevii ingår i släktet Hyphodontiella och familjen fingersvampar.  Arten är reproducerande i Sverige. Inga underarter finns listade i Catalogue of Life.